# Serie A2 de 2024-25 (basquetebol masculino)
A Temporada 2024-25 da Serie A2, também conhecida como Serie A2 Old Wild West por razões de patrocinadores, foi a 49ª edição da competição de secundária do basquetebol masculino da Itália segundo sua pirâmide estrutural. É organizada pela Lega Pallacanestro sob as normas da FIBA. A competição é a divisão de acesso à Lega Basket Serie A (LBA) e é disputada por vinte equipes.

## Equipes participantes
Para substituir as equipes rebaixadas:Fortitudo Agrigento, Latina Basket, LUISS Roma, Monferrato Basket, Pallacanestro Orzinuovi e San Giobbe Chiusi foram promovidos da Avellino Basket (que substitui Avellino, no qual foi rebatizado no verão passado) e o Libertas Livorno 1947, que retorna para a segunda divisão 33 anos anos após queda. Para substituir os promovidos à Serie A Trapani Shark e o Pallacanestro Trieste, juntam-se à competição os rebaixados New Basket Brindisi e Victoria Libertas Pesaro. Enquanto isso, o presidente do Blu Basket Treviglio, Stefano Mascio, transfere a equipe de Treviglio para Orzinuovi . A nova redução no número de equipes, estabelecida pela reforma do campeonato, determina o retorno a um grupo único composto por vinte equipes, marcando o abandono da fórmula de dois grupos em vigor desde a temporada 2014-2015.
| Clube                             | Cidade              | Arena                        | Capacidade |
| --------------------------------- | ------------------- | ---------------------------- | ---------- |
| Avellino Basket                   | Avelino             | PaladelMauro                 | 5 195      |
| Acqua S. Bernardo Cantù           | Cantù               | PalaDesio                    | 6 700      |
| Apu Old Wild West Udine           | Udine               | PalaCarnera                  | 3 509      |
| Biemme Service Libertas Livorno   | Livorno             | PalaMacchia                  | 2 470      |
| Carpegna Prosciutto Basket Pesaro | Pésaro              | Vitrifrigo Arena             | 10 000     |
| Elachem Vigevano 1955             | Vigevano            | PalaELAchem                  | 4 000      |
| Ferraroni JuVi Cremona            | Cremona             | Palaradi                     | 3 519      |
| Flats Service Fortitudo Bologna   | Bolonha             | Land Rover Arena             | 5 721      |
| HDL Nardò Basket                  | Nardò               | Pala S.Giuseppe da Copertino |            |
| Gruppo Mascio Orzinuovi           | Orzinuovi           | PalaBertocchi                | 2 400      |
| Real Sebastiani Rieti             | Rieti               | PalaSojourner                | 3 500      |
| Reale Mutua Torino                | Turim               | Pala Gianni Asti             | 4 500      |
| Rivierabanca Basket Rimini        | Rimini              | Palasport Flaminio           | 3 318      |
| Sella Cento                       | Cento               | Baltur Arena                 | 1 500      |
| Tezenis Verona                    | Verona              | PalaOlimpia                  | 5.350      |
| UEB Gesteci Cividale              | Cividale del Friuli | PalaGesteco                  | 3 200      |
| UCC Assigeco Piacenza             | Piacenza            | PalaBanca                    | 4.500      |
| Unieuro Forlì                     | Forlì               | Unieuro Arena                | 6.511      |
| Valtur Brindisi                   | Brindisi            | PalaPentassuglia             | 3 534      |
| Wegreenit Urania Milano           | Milão               | Alianz Cloud                 | 5 420      |

## Fórmula de disputa
O campeonato começará com a fase classificatória (dita:Temporada regular) e será disputada em um único grupo com 20 equipes. Cada equipe jogará um total de 38 partidas, jogando contra todas as outras equipes duas vezes, uma primeira rodada e uma segunda rodada. O primeiro colocado será promovido para a Série A. O time classificado em 20º lugar será rebaixado diretamente para a Série B Nazionale.
A segunda fase do campeonato incluirá uma fase de play-offs, para a qual terão acesso direto as equipes classificadas do 2º ao 7º lugar na fase classificatória e as 2 equipes vencedoras dos play-ins disputados em duas rodadas entre as equipes classificadas do 8º ao 13º lugar na fase classificatória. Na primeira rodada do play-in, o time melhor classificado competirá em uma única partida em casa: 10º contra 13º (jogo A) e 11º contra 12º (jogo B). Os dois vencedores avançarão para a segunda rodada, onde enfrentarão o 8º e o 9º colocados da fase classificatória em uma única partida em casa do time melhor classificado (8º contra o vencedor do jogo B e 9º contra o vencedor do jogo A), determinando assim as duas últimas equipes a acessarem a tabela do play-off, que ocorrerá na sequência Casa-Casa-Visitante-Visitante-Casa. O time vencedor da final determinará o segundo time promovido à Série A.
Os times classificados de 16º a 19º na fase classificatória entrarão nos play-outs e se enfrentarão na sequência Casa-Casa-Visitante-Visitante, com 16º contra 19º e 17º contra 18º. As duas equipes perdedoras são rebaixadas para o Campeonato Nacional da Série B (basquete masculino). Cada equipe deve inscrever 8 jogadores treinados na Itália, 2 jogadores da UE ou de fora da UE e o 11º e o 12º atleta da categoria juvenil.

## Temporada Regular

### Tabela de classificação
| Pos. | Clube                             | Pts | J  | V  | D  | %    | P+   | P-    | SP   | Classificação            |
| ---- | --------------------------------- | --- | -- | -- | -- | ---- | ---- | ----- | ---- | ------------------------ |
| 1    | Apu Old Wild West Udine           | 60  | 38 | 30 | 8  | 78.9 | 3193 | 2.883 | 310  | Promovido para a Serie A |
| 2    | Rivierabanca Basket Rimini        | 52  | 38 | 26 | 12 | 68.4 | 3122 | 2.970 | 152  | Playoffs de Ascensão     |
| 3    | Acqua S. Bernardo Cantù           | 48  | 38 | 24 | 14 | 63.2 | 2969 | 2.810 | 159  | Playoffs de Ascensão     |
| 4    | Real Sebastiani Rieti             | 46  | 38 | 23 | 15 | 60.5 | 2883 | 2.820 | 63   | Playoffs de Ascensão     |
| 5    | UEB Gesteci Cividale              | 46  | 38 | 23 | 15 | 60.5 | 3050 | 2.980 | 70   | Playoffs de Ascensão     |
| 6    | Unieuro Forlì                     | 46  | 38 | 23 | 15 | 60.5 | 2941 | 2.877 | 64   | Playoffs de Ascensão     |
| 7    | Wegreenit Urania Milano           | 42  | 38 | 21 | 17 | 55.3 | 2921 | 2.925 | -4   | Playoffs de Ascensão     |
| 8    | Flats Service Fortitudo Bologna   | 42  | 38 | 21 | 17 | 55.3 | 2864 | 2.801 | 63   | Play-ins                 |
| 9    | Tezenis Verona                    | 42  | 38 | 21 | 17 | 55.3 | 2954 | 2.841 | 113  | Play-ins                 |
| 10   | Avellino Basket                   | 40  | 38 | 20 | 18 | 52.6 | 3037 | 3.048 | -11  | Play-ins                 |
| 11   | Carpegna Prosciutto Basket Pesaro | 40  | 38 | 20 | 18 | 52.6 | 3119 | 3.057 | 62   | Play-ins                 |
| 12   | Reale Mutua Torino                | 40  | 38 | 20 | 18 | 52.6 | 2949 | 2.917 | 32   | Play-ins                 |
| 13   | Valtur Brindisi                   | 38  | 38 | 19 | 19 | 50.0 | 2908 | 2.900 | 8    | Play-ins                 |
| 14   | Gruppo Mascio Orzinuovi           | 32  | 38 | 16 | 22 | 42.1 | 2958 | 3.052 | -94  |                          |
| 15   | Sella Cento                       | 30  | 38 | 15 | 23 | 39.5 | 2807 | 2.936 | -129 |                          |
| 16   | Ferraroni JuVi Cremona            | 26  | 38 | 13 | 25 | 34.2 | 3080 | 3.165 | -85  | Playouts                 |
| 17   | Biemme Service Libertas Livorno   | 26  | 38 | 13 | 25 | 34.2 | 2878 | 2.953 | -75  | Playouts                 |
| 18   | Elachem Vigevano 1955             | 26  | 38 | 13 | 25 | 34.2 | 2881 | 3.079 | -198 | Playouts                 |
| 19   | HDL Nardò Basket                  | 24  | 38 | 12 | 26 | 31.6 | 2874 | 3109  | -235 | Playouts                 |
| 20   | UCC Assigeco Piacenza             | 14  | 38 | 7  | 31 | 18.4 | 2902 | 3.167 | -265 | Rebaixado para a Serie B |

Resultados extraídos de legapallacanestro.com

## Playoffs

### Playouts
| Equipe 1                        | Série | Equipe 2              |
| ------------------------------- | ----- | --------------------- |
| Ferraroni JuVi Cremona          | 3 - 1 | HDL Nardò Basket      |
| Biemme Service Libertas Livorno | 3 - 2 | Elachem Vigevano 1955 |

### Play-ins
| Equipe 1                          | Placar  | Equipe 2           |
| --------------------------------- | ------- | ------------------ |
| 10º Avellino Basket               | 67 - 82 | Valtur Brindisi    |
| Carpegna Prosciutto Basket Pesaro | 85 - 72 | Reale Mutua Torino |

| Equipe 1                        | Placar  | Equipe 2                          |
| ------------------------------- | ------- | --------------------------------- |
| Tezenis Verona                  | 85 - 90 | Valtur Brindisi                   |
| Flats Service Fortitudo Bologna | 94 - 85 | Carpegna Prosciutto Basket Pesaro |

### Quartas de finais
| Time 1                     | Série | Time 2                          | 1º Jogo | 2º Jogo | 3º Jogo | 4º Jogo | 5º Jogo |
| -------------------------- | ----- | ------------------------------- | ------- | ------- | ------- | ------- | ------- |
| Rivierabanca Basket Rimini | 3 - 2 | Valtur Brindisi                 | 88 - 84 | 78 - 67 | 57 - 59 | 54 - 66 | 81 - 74 |
| UEB Gesteci Cividale       | 2 - 3 | Unieuro Forlì                   | 90 - 85 | 82 - 74 | 81 - 91 | 72 - 83 | 78 - 81 |
| Real Sebastiani Rieti      | 3 - 0 | Wegreenit Urania Milano         | 65 - 47 | 65 - 61 | 89 - 81 | -       | -       |
| Acqua S. Bernardo Cantù    | 3 - 2 | Flats Service Fortitudo Bologna | 72 - 64 | 81 - 67 | 68 - 77 | 68 - 74 | 88 - 63 |

### Semifinais
| Time 1                     | Série | Time 2                  | 1º Jogo | 2º Jogo | 3º Jogo | 4º Jogo | 5º Jogo |
| -------------------------- | ----- | ----------------------- | ------- | ------- | ------- | ------- | ------- |
| Rivierabanca Basket Rimini | 3 - 1 | Unieuro Forlì           | 75 - 69 | 83 - 78 | 78 - 87 | 76 - 64 |         |
| Real Sebastiani Rieti      | 0 - 3 | Acqua S. Bernardo Cantù | 59 - 83 | 74 - 89 | 77 - 84 | -       | -       |

### Final
| Time 1                     | Série | Time 2                  | 1º Jogo | 2º Jogo | 3º Jogo | 4º Jogo | 5º Jogo |
| -------------------------- | ----- | ----------------------- | ------- | ------- | ------- | ------- | ------- |
| Rivierabanca Basket Rimini | 0 - 3 | Acqua S. Bernardo Cantù | 82 - 86 | 66 - 74 | 80 - 85 | -       | -       |

## Promovidos e rebaixados
Ao término da temporada foram realizadas as seguintes movimentações segundo critérios desportivos:
- Promovidos para a Serie A: Apu Old Wild West Udine[25], campeão da temporada regular e Acqua S. Bernardo Cantù[26][27]
- Rebaixados para a Serie B: UCC Assigeco Piacenza[28], HDL Nardò[29], Elachem Vigevano[30]